# Dorfkirche Biendorf

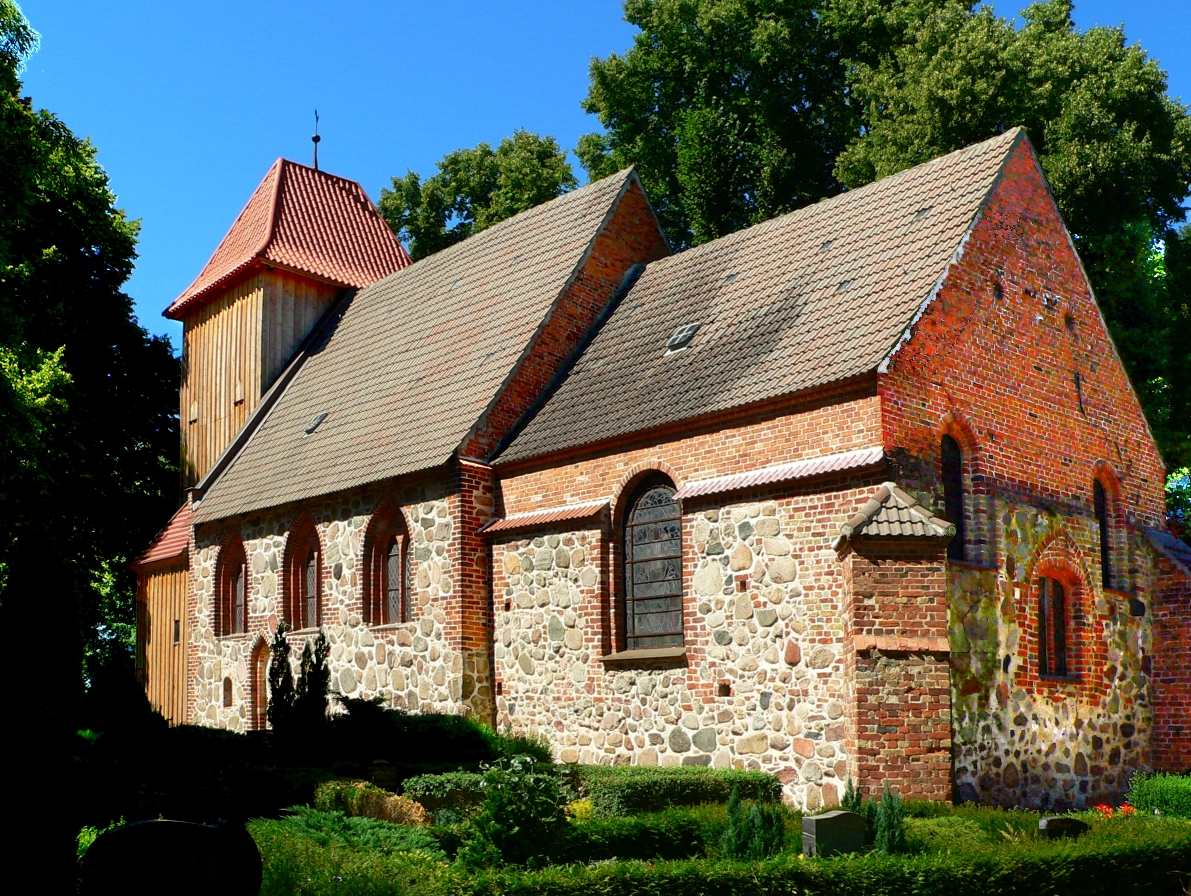
Dorfkirche Biendorf (2006)

Die evangelische Dorfkirche ist ein Kirchengebäude in Biendorf im Landkreis Rostock in Mecklenburg-Vorpommern. Die Gemeinde gehört zur Propstei Wismar im  Kirchenkreis Mecklenburg der Evangelisch-Lutherischen Kirche in Norddeutschland („Nordkirche“).

## Geschichte
Die Kirche steht inmitten eines alten Friedhofes. Das Gebäude wurde um 1300 in Feldstein errichtet und im Laufe der Zeit in Backstein erweitert oder ausgebessert. Das rechteckige Kirchenschiff ist breiter als der leicht eingezogene, ebenfalls rechteckige Chor. Die Portal- und Fenstergewände sind abgetreppt. In das Schiff und den Chor wurden flache Holzbalkendecken eingezogen. Der Westturm ist verbrettert, er wurde wohl am Ende des 17. oder Anfang des 18. Jahrhunderts angebaut. Die Vorhalle mit dem Nordportal wurde in neuerer Zeit eingerichtet. Durchgreifende Renovierungen wurden im 19. Jahrhundert durchgeführt, der ehemals niedrigere Chor wurde 1907 mit einem Triumphbogen erhöht und gefasst. Die Chorfenster mit den Darstellungen von Petrus und Paulus sowie der Auferstehung Christi wurden ebenfalls 1907 eingebaut.
Das Dach und die Fassaden des Kirchenschiffes wurden 2004 instand gesetzt. Im Jahr 2005 wurden der Turm erneuert und die Wandflächen im Innern restauriert.

## Ausstattung
- Die Spät-Renaissancekanzel aus Holz wurde 1665 eingebaut, am Aufgang ist sie mit dem Allianzwappen des Stifterpaars Christoph Heidenreich von Bibow auf Blengow und seiner Frau Hedwig, geb. von Buchwald verziert. Bei einer Restaurierung wurden alte Fassungen weitgehend entfernt. Die Evangelisten am Korb wurden neu gemalt.[3]
- Das Kruzifix ist eine Arbeit von der zweiten Hälfte des 15. Jahrhunderts. Das Kreuz ist als Lebensbaum gearbeitet und endet in Evangelistensymbolen.
- Eine pneumatische Orgel wurde 1896 vom Orgelbauer Schwarz eingebaut.
- Die Altarwand besitzt ein Ölgemälde mit der Darstellung des verspotteten Jesus mit der Dornenkrone zeigt, es wurde in der zweiten Hälfte des 19. Jahrhunderts gemalt.
- Der Taufständer aus dem 19. Jahrhundert ist mit einem Deckel verschließbar und mit Reliefdekor verziert.
- Im Chor steht ein evangelischer Beichtstuhl vom Anfang des 19. Jahrhunderts.[3]

Im Turm hingen zwei Glocken.
Die 1889 vom Wismarer Großherzoglichen Hofglockengießer und Feuerspritzenfabrikant Johann Carl Eduard Albrecht gegossene Glocke wurde im Ersten Weltkrieg eingeschmolzen. Die Kirche besaß eine von Rickert de Monkehagen gegossene Glocke von 1421. Die Glocke wurde im Zweiten Weltkrieg eingezogen und ist seitdem verschollen, vermutlich wurde sie auf dem Sammellager in Hamburg vernichtet. Im Biendorfer Pfarrarchiv befindet sich noch ein Foto von dieser Glocke.

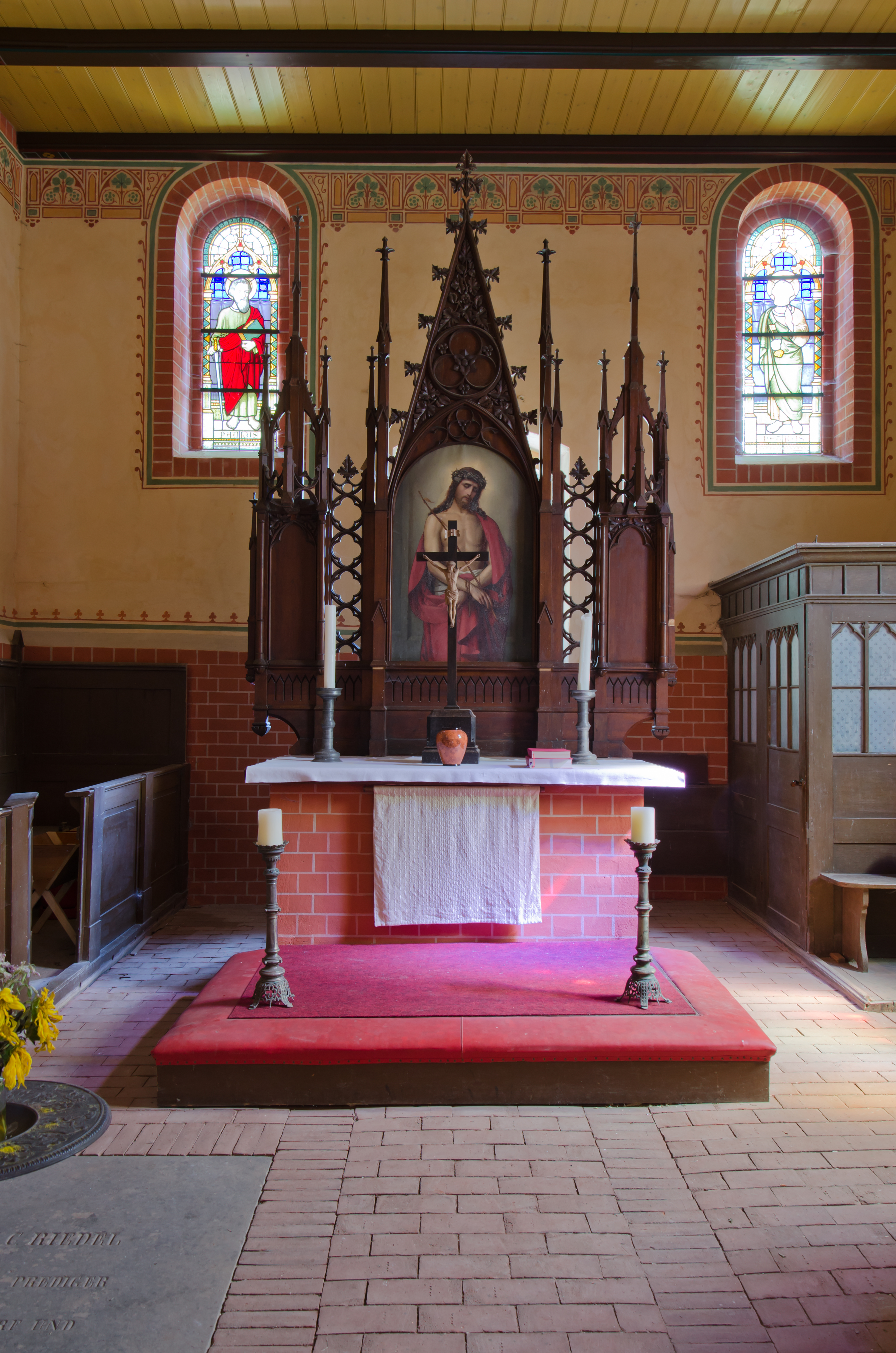
Altar (2013)
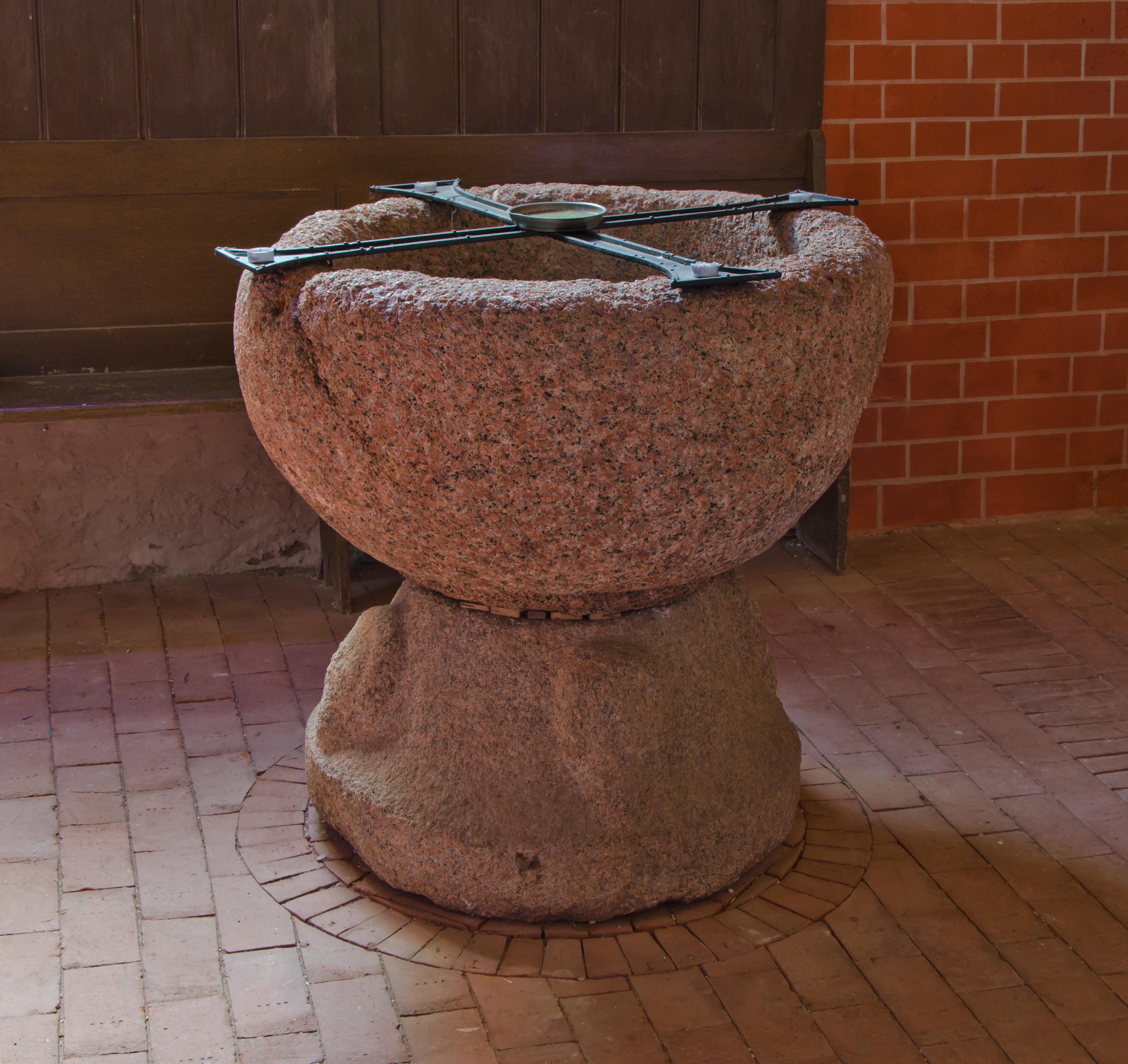
Tauffünte aus Granit (2013)
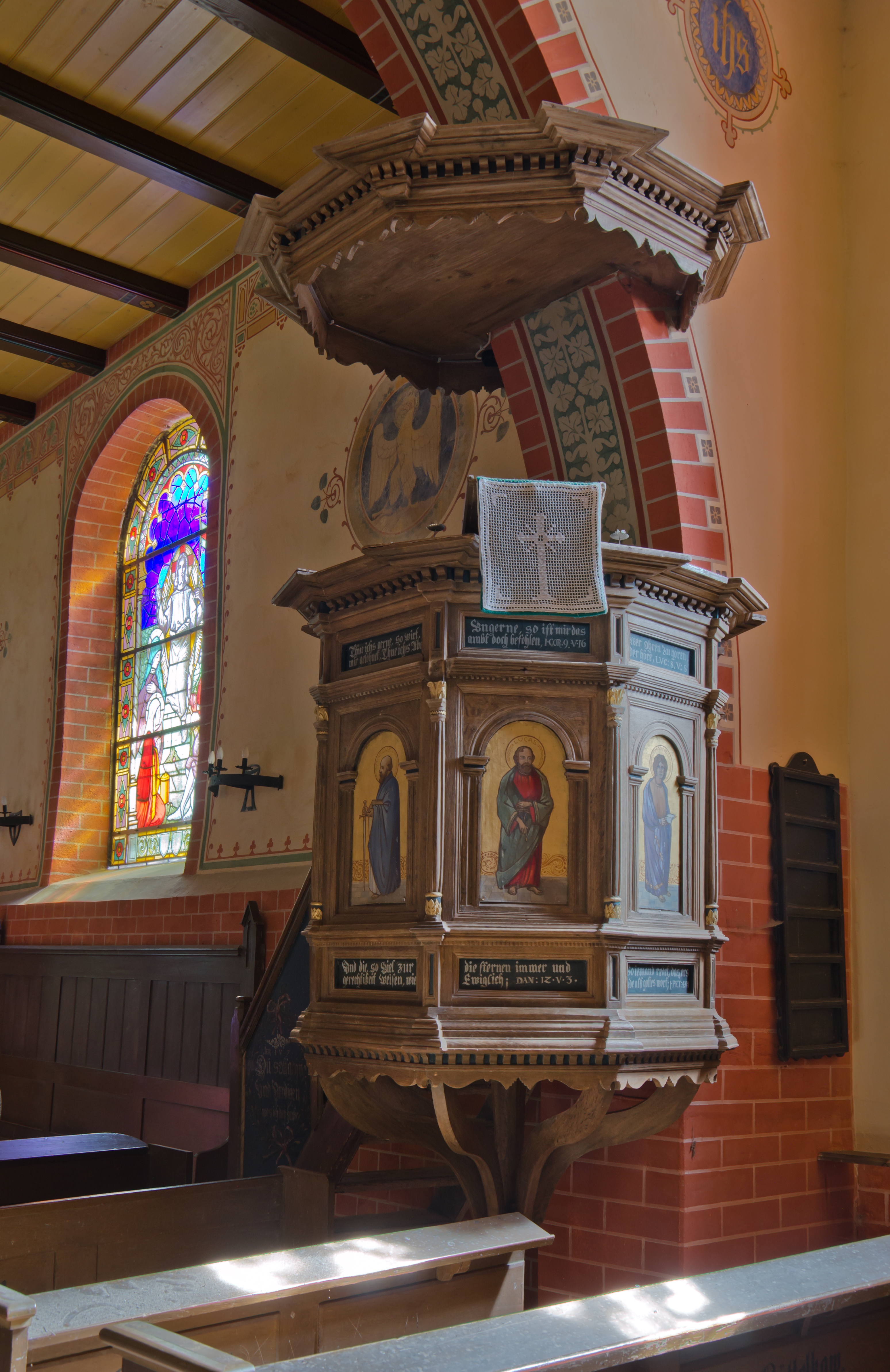
Kanzel (2013)
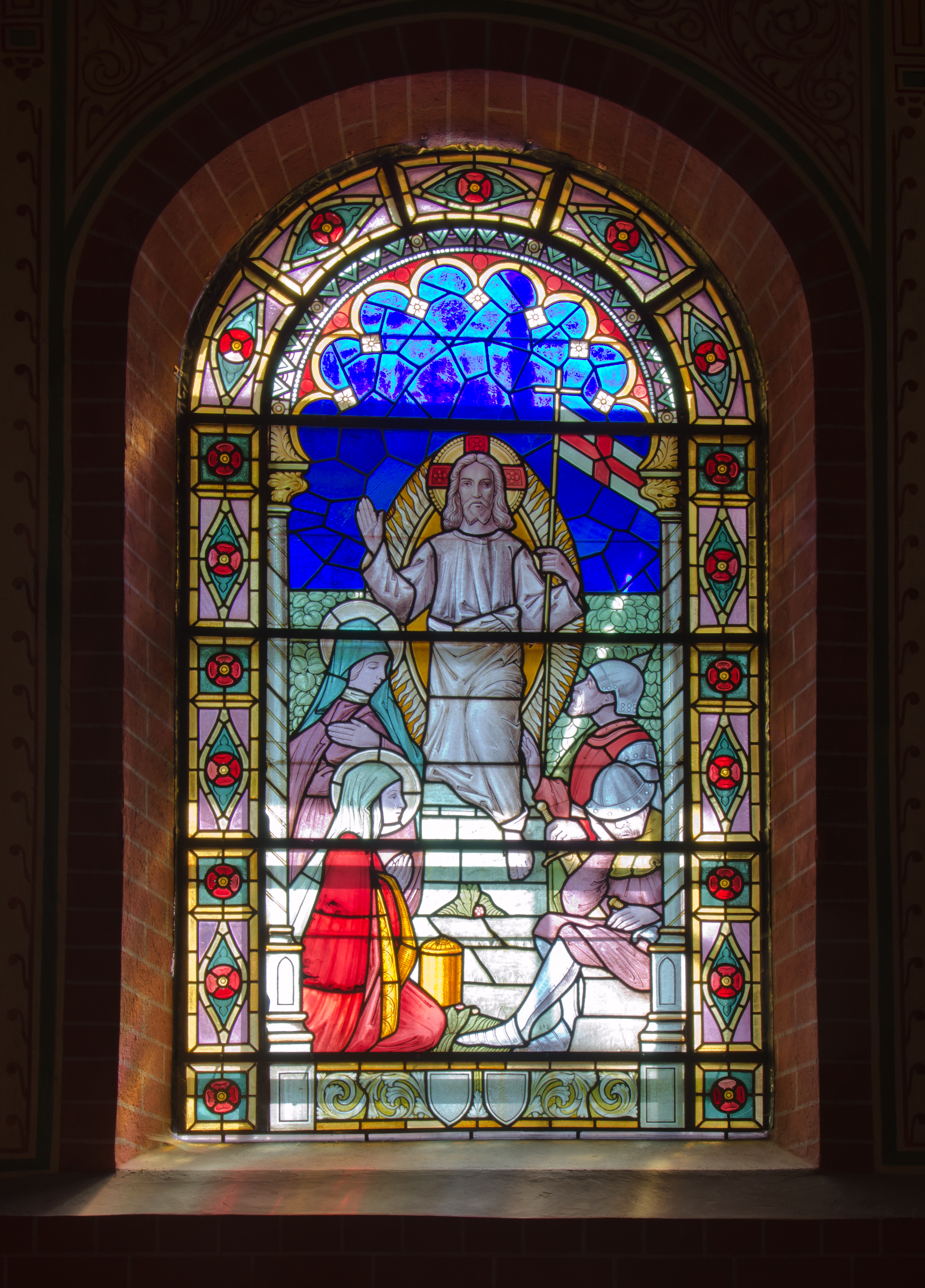
Fenster auf der Südseite (2013)
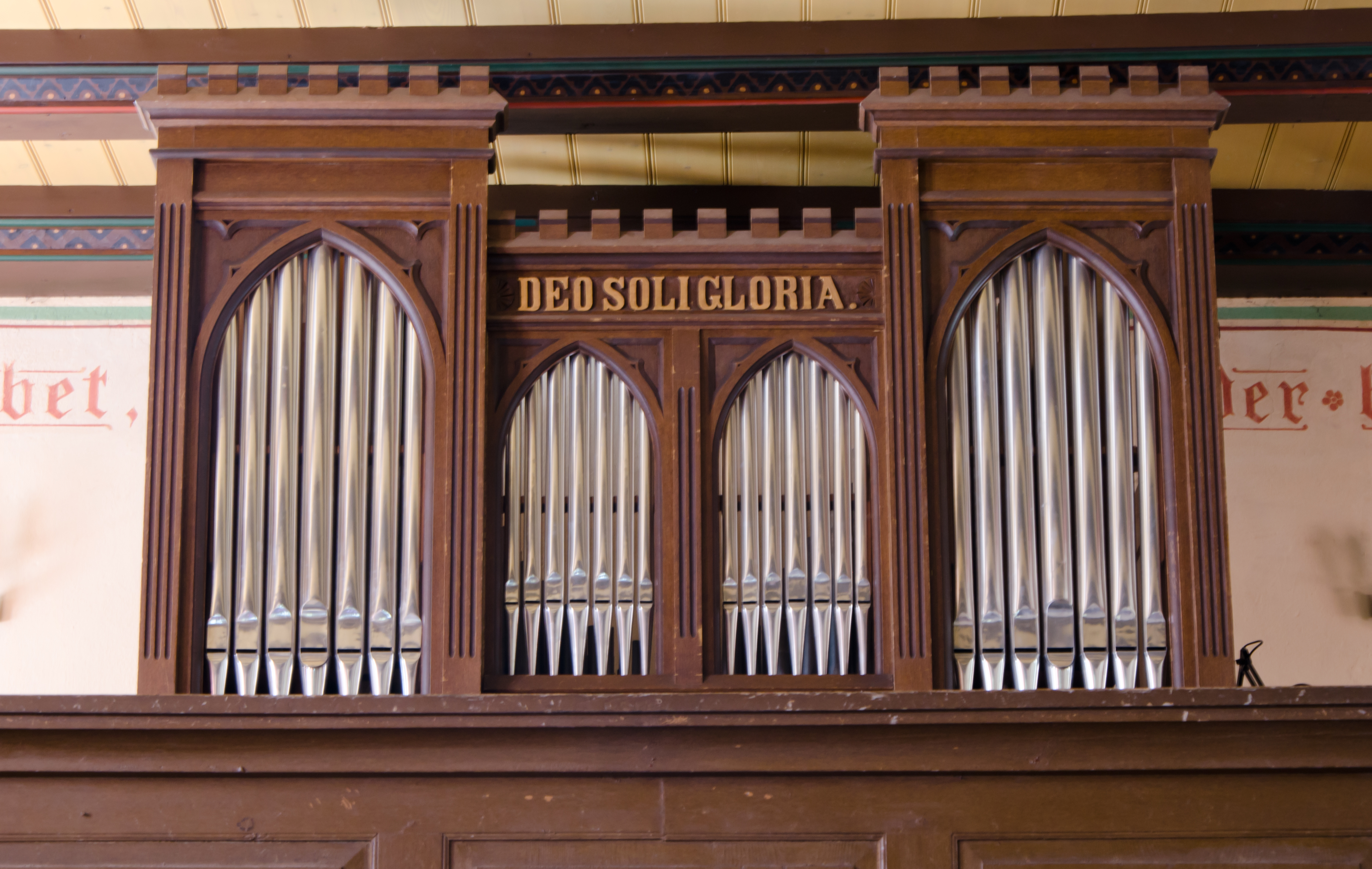
Orgel (2013)

## Pastoren
Namen und Jahreszahlen bezeichnen die nachweisbare Erwähnung als Pastor.
- 1324–1362 Peter Krieg/Crich.
- 1421–1450 Dietrich Tornow/Tarnow, Rektor der Kirche.
- erwähnt 1450 Johann Mylges, Vicerektor der Kirche.
- erwähnt 1497 Jochim Klezen.
- 1550–1568 Matthaeus by dem Dycke, durch Herzog Johann Albrecht berufen.
- 1577–1581 Mauritius Saupel/Saupelius.
- 1581–1594 Joachim Klitzing.
- 1594–1626 Marcus Gercke aus Kröpelin.
- 1632–1643 Joachim Beygelfuss.
- 1643–1674 Georg Techen.
- 1676–1709 Johann Ringwicht.
- 1709–1738 Peter Johann Bünsow.
- 1738–1750 Ludwig Helm.
- 1750–1769 C. Kruse/Krause.
- 1770–1772 Dietrich Collasius, aus Russow.
- 1773–1799 Johann Andreas Riedel.
- 1800–1848 Johann Christian Konrad Riedel.
- 1850–1855 Friedrich Franz Gottfried Kühl.
- 1855–1856 Mor. Joh. C. Friedrich Plessmann.
- 1856–1858 Ludwig Leonh. Gustav Wilbrandt.
- 1858–1894 Christoph Christian Heinrich Kahl.
- 1894–1906 Friedrich C. Christian Harnack.
- 1906–1915 Johannes Albert Christian Voß, danach Kavelstorf.
- 1915–1922 Paul Friedr. Gustav Nix.
- 1922–1951 Hugo Kalkofen.
- 1953–1957 Hansalbrecht Steffen, danach Diedrichshagen.[10]
- 1957–1972 Gunter Pistor.
- 1973–1978 Hans-Hinrich Griesbach, auch Westenbrügge und Russow

- 1979–2003 Wolfgang Graf, auch Westenbrügge
- 2003–2017 Karen Siegert, auch Rerik und Russow.

- 2018–0000 Jean-Dominique Lagis, auch Rerik und Russow.

Seit 2003 ist die Kirchengemeinde Biendorf mit der Kirchengemeinde Rerik verbunden und wird von dort aus betreut.

### Gedruckte Quellen
- Mecklenburgisches Urkundenbuch (MUB)
- Mecklenburgische Jahrbücher (MJB)

### Ungedruckte Quellen
- Landeshauptarchiv Schwerin (LHAS)
  - LHAS 9.1-1 Reichskammergericht. Prozeßakten 1495–1806.
- Landeskirchliches Archiv Schwerin. (LKAS)
- OKR Schwerin, Landessuperintendentur Rostock-Land, Doberan, Generalia neu.
  - Nr. 426 Visitationen 1653.
  - Nr. 675 Katecheten und Personalsachen
- OKR Schwerin, Landessuperintendentur Wismar, Specialia.
  - Nr. 05 Pfarrauseinandersetzungen, Visitationen.
- OKR Schwerin, Personalia und Examina.
- OKR Schwerin, Pfarrarchiv Biendorf.
  - Nr. 18 Verhältnis zur katholischen Kirche und Sekten.
  - Nr. 56 Inventar Kirche Beidendorf und Russow 1858–1959.